# Brasilin
Brasilin ist ein Naturfarbstoff. Es wurde erstmals im Jahre 1808 vom französischen Chemiker Eugène Chevreul aus Brasilholz isoliert. Aufgrund seiner chemischen Struktur wird Brasilin der Stoffgruppe der Neoflavonoide zugerechnet.

## Eigenschaften
Brasilin bildet blassgelbe Nadeln und zeigt Fluoreszenz.
Neuere Studien weisen auf eine pharmakologische Wirksamkeit des Brasilins als Antagonist des Kollagenrezeptors hin. Brasilin wirkt auf manche Tumorzellen in Zellkultur toxisch durch Induktion von Apoptose. Brasilin hat eine antibakterielle Wirkung.
Brasilin kann durch eine Extraktion mit Methanol aus zerkleinerten Rothölzern gewonnen werden. Daneben wurden auch verschiedene Synthesewege des Brasilin beschrieben. Im Vergleich zum verwandten Farbstoff Hämatoxylin fehlt Brasilin eine Hydroxygruppe. Ausgehend von Brasilin können Alkaloidanaloga hergestellt werden.

## Verwendung

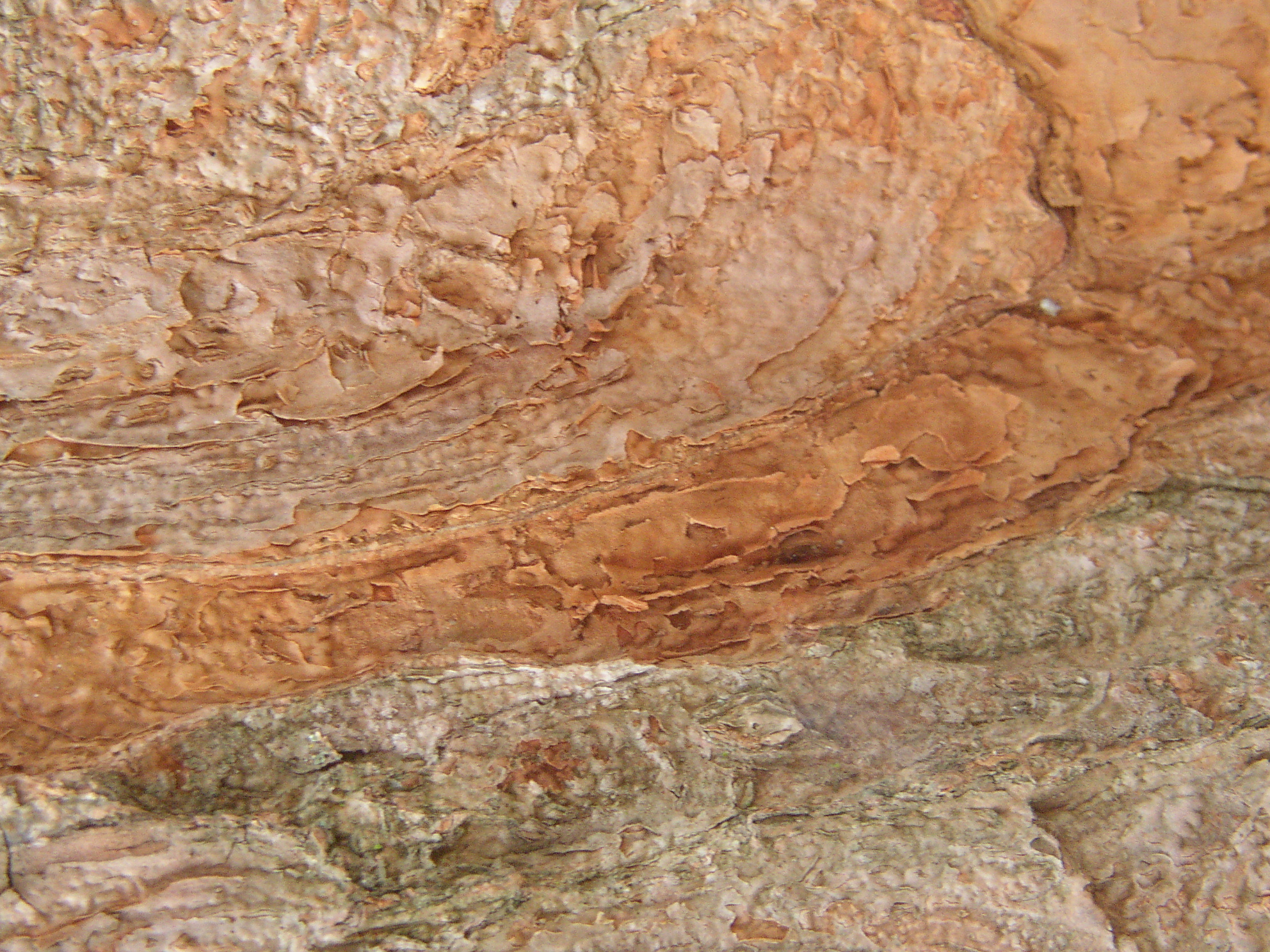
Rote Rinde von Caesalpinia echinata

Brasilin wurde früher als Farbstoff verwendet und ist neben seinem Oxidationsprodukt Brasilein der färbende Hauptbestandteil vieler Rotholz-Arten, deren Kernhölzer wurden früher in der Woll- und Baumwollfärberei verwendet. Bei der Lagerung oder durch Zerraspeln des geschlagenen Holzes oxidiert das Brasilin langsam zum Brasilein. In Nürnberg ist der Beruf des Brasilholzstoßers für das 16. Jahrhundert belegt. Heute werden vor allem Bögen für Streichinstrumente aus dem gefärbten Holz gefertigt.
Zusammen mit dem tiefroten Brasilein dient es auch als Säure-Base-Indikator. In der Histologie wird Brasilin zur Färbung von Zellkernen in Nervengeweben verwendet. In der Malerei wurde Brasilin als rote Farbe mit einem Beizsalz (auch Mordant) verwendet, wodurch es einen schwerlöslichen Farbstoffkomplex bildet.